# Canal de l’Oise à l’Aisne

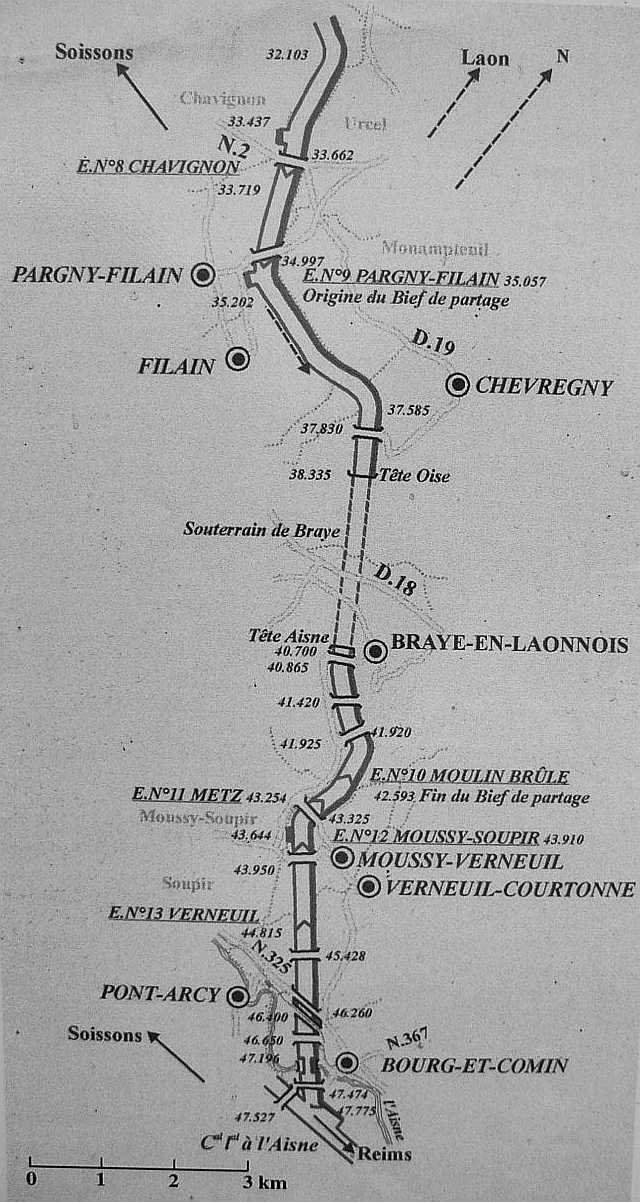
Verlauf des östlichen Kanalabschnittes

Der Canal de l’Oise à l’Aisne (deutsch: Oise-Aisne-Kanal)  ist ein französischer Schifffahrtskanal, der im Département Aisne in der Region Hauts-de-France verläuft.

## Geographie
Der Kanal verbindet die Täler der Flüsse Oise und Aisne und ist Teil eines Binnenwasserweges, der das Mittelmeer über Rhone und Saône mit Nordwestfrankreich und Belgien verbindet. Diese Strecke setzt sich aus folgenden Wasserwegen zusammen:
- Canal entre Champagne et Bourgogne
- Canal latéral à la Marne
- Canal de l’Aisne à la Marne
- Canal latéral à l’Aisne
- Canal de l’Oise à l’Aisne
- Canal latéral à l’Oise

## Verlauf und technische Infrastruktur

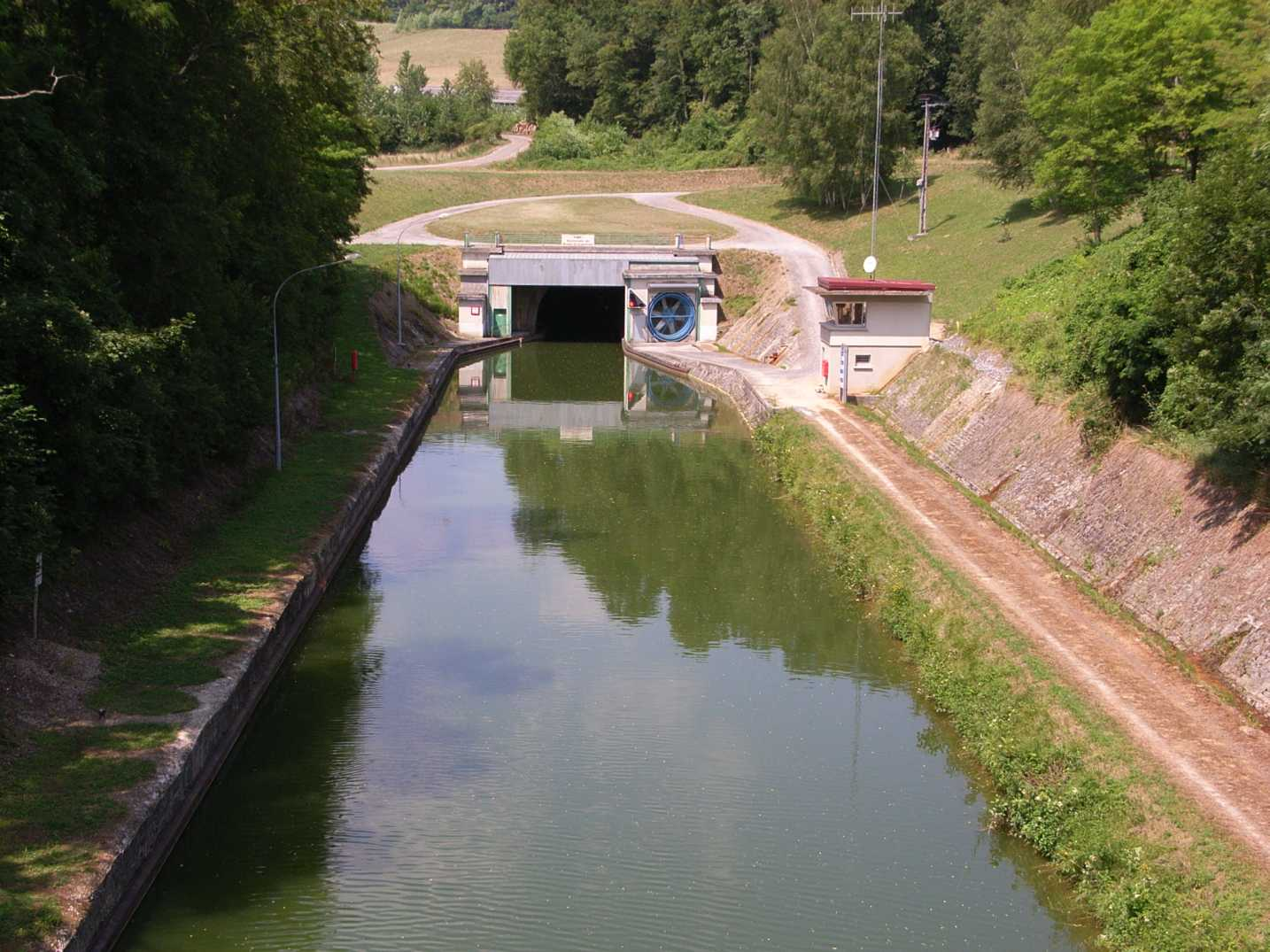
Einfahrt zum Kanaltunnel

Der Canal de l’Oise à l’Aisne beginnt bei Abbécourt, wo er Anschluss an den Canal latéral à l’Oise (deutsch: Oise-Seitenkanal) hat. Er ist ein Kanal vom Typus Wasserscheidenkanal. Seine Scheitelhaltung durchquert den Höhenrücken Chemin des Dames in einem 2,365 Kilometer langen Tunnel bei Braye-en-Laonnois. Nach insgesamt 48 Kilometern wird der Kanal bei Bourg-et-Comin mit einer Aquädukt über die Aisne geführt und mit dem Canal latéral à l’Aisne (deutsch: Aisne-Seitenkanal) verbunden. Der Höhenunterschied zum Oise-Tal beträgt 25 Meter und wird von neun Schleusen überwunden, jener zum Aisne-Tal beträgt 14 Meter und benötigt vier Schleusen.
Für die Wasserversorgung des Kanals wurde bei Monampteuil ein Stausee angelegt, der am Nordende der Scheitelhaltung liegt. Der See mit einer Fläche von 33 Hektar kann 1 Million Kubikmeter Wasser speichern; er wird über einen drei Kilometer langen Graben aus dem Fluss Ailette gespeist. Richtung Oise verläuft der Kanal parallel zur Ailette; an mehreren Schleusen kann Wasser vom Fluss in den Kanal geleitet werden. 
Da der Abfluss der Ailette in Trockenzeiten, vor allem im Sommer, nicht zur Versorgung des Kanals ausreicht, wurde in Bourg-et-Comin ein mit Wasserkraft betriebenes Pumpwerk gebaut, das direkt neben der Kanalbrücke über die Aisne liegt. Das Wasser wird bei Berry-au-Bac, rund 20 Kilometer weiter östlich, der Aisne entnommen und fließt über den Aisne-Seitenkanal zum Pumpwerk. Dort wird der Höhenunterschied von rund 8 Meter zwischen Kanal und Aisne zum Antrieb der Pumpen genutzt. Vom Pumpwerk verläuft eine Rohrleitung über die Kanalbrücke zu einem 2,8 Kilometer langen Speisegraben, der am Südende der Scheitelhaltung endet. Der Graben wird von einem knapp einen Kilometer langen Düker unterbrochen, der ein Tal unterquert.

### Koordinaten
- Ausgangspunkt des Kanals: 49° 35′ 31″ N, 3° 11′ 25″ OKoordinaten: 49° 35′ 31″ N, 3° 11′ 25″ O
- Endpunkt des Kanals: 49° 23′ 18″ N, 3° 39′ 21″ O

### Orte am Kanal
- Abbécourt
- Bichancourt
- Guny
- Pinon
- Anizy-le-Château
- Braye-en-Laonnois
- Bourg-et-Comin

## Geschichte
Der Kanal gehört zu den letzten in Frankreich gebauten Binnenschifffahrtskanälen. Er entstand als Teil des von Verkehrsminister Charles de Freycinet initiierten und 1879 beschlossenen Ausbauprogramms. Durch den Kanal sollte die Verbindung zwischen dem Nordfranzösischen Kohlerevier und den Industriegebieten in Ostfrankreich verbessert werden. Die alte Route über Compiègne war 56 Kilometer länger und konnte bei Hochwasser der Aisne nicht benutzt werden.
1890 wurde der Kanal mit dem Tunnel eröffnet. Bei den 10-jährigen Bauarbeiten kamen 17 Arbeiter bei einer Gasexplosion ums Leben. 1914 nutzten bereits 8000 Schiffe die Wasserstraße.
Während des Ersten Weltkrieges gehörte der uneinnehmbare Höhenzug „Chemin des Dames“ zu den am heftigsten umkämpften Stellungen. Bei diesen Kampfhandlungen wurde auch der Kanal stark beschädigt, ein Teil des Tunnels stürzte ein.
Nach Kriegsende wurde der Kanal wieder aufgebaut und bei dieser Gelegenheit gleich den neuen Gegebenheiten angepasst und modernisiert. So wurde zum Beispiel in den Tunnel eine Belüftungsanlage eingebaut, wodurch die Schiffe mit eigener Motorkraft den Tunnel passieren konnten und nicht mehr auf eine elektrische Zugmaschine angewiesen waren. Auch die Kanalbrücke von Bourg-et-Comin wurde aus Metall neu erbaut.

## Wirtschaftliche Bedeutung
Die Frachtschifffahrt hat nach und nach ihre Bedeutung verloren. Dennoch wird auch heute noch der Wasserweg häufiger von Frachtschiffen benutzt.